# Pilodius kauaiensis
Pilodius kauaiensis är en kräftdjursart som först beskrevs av John R. Edmondson 1962.  Pilodius kauaiensis ingår i släktet Pilodius och familjen Xanthidae. Inga underarter finns listade i Catalogue of Life.